# マンドール

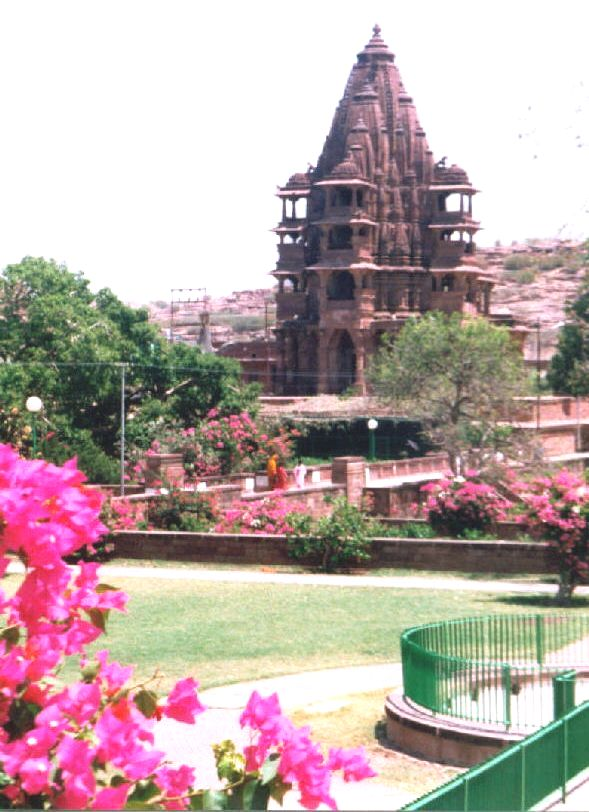
マンドールの塔

マンドール（ヒンディー語：मंडोर、英語：Mandore）は、インドのラージャスターン州、ジョードプル県の都市。マールワール王国の首都でもあった。

## 歴史
6世紀、プラティーハーラ朝によって建設された。
13世紀、マールワール王国の首都となった。
1459年5月12日、マールワール王ジョーダーはマンドールから自身の名を冠したジョードプルへと遷都した。

## 地理
- ジョードプルから北へ9キロの地点。